# Psykiatrisk Center Amager
Psykiatrisk Center Amager hører under Region Hovedstadens Psykiatri. Centret er beliggende på Digevej i Ørestad på Amager i Københavns Kommune.
Centret er etableret den 22. oktober 2001.
Centrets optageområde er Amager (ekskl. Christianshavn), Vesterbro og Sydhavnen - ca. 239.000 borgere.

## Afdelinger

### Afsnit - Hans Bogbinders Alle 3
- 2 ambulante teams
- OP-team
- OPUS team

### Afsnit - Gl. Kongevej 33
- Ambulant team
- OP-team
- Gadeplansteam

### Afsnit - Digevej 110
Centret har 129 sengepladser - fordelt på 4 intensive og 4 åbne, subspecialiserede døgnafsnit samt et modtageafsnit og dertil hørende akutmodtagelse. 

### Ambulatorier/specialafsnit
Herudover er der til centret knyttet følgende ambulatorier/specialafsnit på Digevej 110:
- Ældrepsykiatrisk ambulatorium
- Psykoterapeutisk ambulatorium
- Botilbudsteam
- Kompetencecenter For Selvmordsforebyggelse
- Akut Psykiatrisk Team

*Centret er medlem af EOA - European Oganisation Art - og har skiftende kunstudstillinger på Digevej med kunst skabt af patienter med tilknytning til centret. 